# Старохалилово (Башкортостан)
Старохали́лово (баш. Иҫке Хәлил) — село в Дуванском районе Республики Башкортостан Российской Федерации. Входит в состав Месягутовского сельсовета.

## География
Село находится на правом берегу реки Ай.

### Географическое положение
Расстояние до:
- районного центра (Месягутово): 10 км,
- центра сельсовета (Месягутово): 10 км,
- ближайшей ж/д станции (Сулея): 85 км.

## Население
| 2002 | 2010 |
| ---- | ---- |
| 351  | ↗378 |

## Известные уроженцы
- Баишев, Тагир Галлямович (1886—1974) — советский башкирский учёный-лингвист, тюрколог.
- Низам Карип (1905—1942) — советский башкирский писатель.
- Ханнанова, Зульфия Миндибаевна (род. 1970) — российская башкирская поэтесса.
- Хисамова, Рамзия Исламовна (род. 1947) — советская и российская актриса. Народный артист Башкирской АССР.